# Manny Marroquin
Manny Marroquin (Cidade da Guatemala, 21 de setembro de 1971) é um engenheiro de mixagem guatemalteco que desenvolve atividade nos Estados Unidos.

## Discografia
- 1996: Toni Braxton Secrets LaFace Records (várias faixas)
- 1996: Seal  "Don’t Cry" Sire Records Company
- 1997: 2PAC R U Still Down? (Remember Me) Jive (várias faixas)
- 1999: Warren G "I Want It All" Restless Records
- 2000: Mary Mary "Thankful" Columbia
- 2000: Sisqó Unleash the Dragon Def Soul (várias faixas)
- 2000: Pink Can't Take Me Home LaFace Records (várias faixas)
- 2001: Alicia Keys Songs in A Minor J Records (várias faixas)
- 2001: Sisqó Return of Dragon Def Soul (várias faixas)
- 2002: Mario Mario J Records (várias faixas)
- 2002: Santana Shaman Arista (várias faixas)
- 2003: Alicia Keys The Diary J Records
- 2004: Twista Kamikaze Atlantic (várias faixas)
- 2004: John Legend Get Lifted Sony BMG
- 2004: Kanye West The College Dropout Roc-A-Fella
- 2005: Faith Evans The First Lady Capitol Records (várias faixas)
- 2005: Mariah Carey The Emancipation of Mimi Island Def Jam Music Group (várias faixas)
- 2005: Natasha Bedingfield Unwritten BMG UK & Ireland (várias faixas)
- 2005: Kanye West Late Registration Roc-A-Fella (várias faixas)
- 2005: Anthony Hamilton Soulife Atlantic Records (várias faixas)
- 2005: Twista The Day After Atlantic Records (várias faixas)
- 2005: Common Be Geffen Records (várias faixas)
- 2006: Janet Jackson Damita Jo Toshiba EMI Ltd. (várias faixas)
- 2006: T.I. King Atlantic Records/Grand Hustle (várias faixas)
- 2006: Fantasia Fantasia J Records (várias faixas)
- 2006: John Mayer Continuum Columbia (várias faixas)
- 2007: Rihanna Good Girl Gone Bad Def Jam Recordings (várias faixas)
- 2007: Kanye West Graduation Def Jam (várias faixas)
- 2007: Alicia Keys As I Am J Records
- 2008: Kanye West 808s & Heartbreak Def Jam
- 2008: John Legend Evolver Sony BMG
- 2008: Los Lonely Boys Forgiven Epic Records
- 2008: Brandy Human Epic Records (várias faixas)
- 2008: Jazmine Sullivan Fearless J Records
- 2008: Anastacia Heavy Rotation Mercury Records
- 2008: Mary Mary "Get Up" Sony BMG
- 2008: Usher Here I Stand LaFace (várias faixas)
- 2008: Empire of the Sun "Walking on a Dream"
- 2010: Miguel "All I Want Is You" Jive
- 2011: Pitbull "International Love" Planet Pit
- 2012: Imagine Dragons Continued Silence EP Interscope Records
- 2012: Linkin Park Living Things Warner Bros. Records
- 2012: Nelly Furtado The Spirit Indestructible Interscope Records
- 2012: Imagine Dragons Night Visions Interscope Records (várias faixas)
- 2012: Miguel Kaleidoscope Dream RCA
- 2012: Bruno Mars Unorthodox Jukebox Atlantic Records
- 2013: Tegan and Sara Heartthrob  Warner Bros. Records (várias faixas)
- 2013: Tyler, the Creator Wolf Columbia Records (várias faixas)
- 2014: Enrique Iglesias Sex and Love
- 2014: Sia 1000 Forms of Fear RCA
- 2014: Linus Young Category 5
- 2015: Imagine Dragons Smoke + Mirrors
- 2015: Raury All We Need
- 2015: X Ambassadors VHS
- 2015: Justin Bieber Purpose (Several tracks)
- 2016: Sia This Is Acting RCA
- 2016: Alessia Cara Know-It-All
- 2016: Charlie Puth Nine Track Mind Atlantic Records
- 2016: Rihanna ANTI
- 2016: DJ Khaled Major Key
- 2016: Kanye West The Life of Pablo Def Jam (várias faixas)[2]
- 2016: Machine Gun Kelly and Camila Cabello "Bad Things"
- 2016: Meghan Trainor Thank You
- 2016: Zayn Mind of Mine
- 2017: John Mayer 'The Search for Everything' Columbia (várias faixas)
- 2018: Thirty Seconds to Mars America (várias faixas)
- 2018: Camila Cabello "She Loves Control"
- 2018: Pharrell Williams and Camila Cabello "Sangria Wine"
- 2018: Mac Miller Swimming Warner Bros. Records
- 2019: Jon Bellion Glory Sound Prep
- 2019: Ed Sheeran No.6 Collaborations Project

Filmografia:
- 2011: Justin Bieber: Never Say Never - Island Def Jam
- 2016: Straight Outta Compton: Music from the Motion Picture

TV Credits:
- 2012: Justin Bieber: All Around The World - Island Def Jam